# Исмаилов, Али Шамиль оглы
Али́ Шами́ль оглы́ Исмаи́лов (азерб. Əli Şamil oğlu İsmayılov, род. 8 мая 1974, Донецк, Украинская ССР) — азербайджанский боксёр, представитель полутяжёлой и первой тяжёлой весовых категорий.
Выступал за сборную Азербайджана по боксу во второй половине 1990-х — первой половине 2000-х годов, бронзовый призёр чемпионатов Европы и мира, участник двух летних Олимпийских игр, победитель и призёр турниров международного и национального значения.
В период 2004—2011 годов также боксировал на профессиональном уровне, был претендентом на титул чемпиона мира по версии Всемирной боксёрской организации.
Позиция по рейтингу BoxRec — 396-я (май 2024) и является 2-м среди азербайджанских боксёров первой тяжёлой весовой категории.

## Биография
Али Исмаилов родился 8 мая 1974 года в городе Донецке Украинской ССР, впоследствии постоянно проживал в Азербайджане. Активно заниматься боксом начал с раннего детства по наставлению родителей, проходил подготовку в боксёрской секции бакинского «Динамо» под руководством заслуженного тренера Рауфа Джаббарова.

### Любительская карьера
Впервые заявил о себе ещё в 1994 году, выиграв бронзовую медаль на Кубке мира в Бангкоке. С этого момента находился в основном составе азербайджанской национальной сборной и регулярно принимал участие в крупнейших международных турнирах. Так, в 1999 году он побывал на чемпионате мира в Хьюстоне, откуда привёз награду бронзового достоинства, выигранную в полутяжёлой весовой категории — на стадии полуфиналов был остановлен американцем Майклом Симмсом.
В 2000 году Исмаилов стал бронзовым призёром чемпионата Европы в Тампере и благодаря череде удачных выступлений удостоился права защищать честь страны на летних Олимпийских играх в Сиднее, где в 1/16 финала со счётом 18:23 уступил представителю Узбекистана Сергею Михайлову.
После сиднейской Олимпиады остался в составе боксёрской команды Азербайджана на ещё один олимпийский цикл и продолжил боксировать на крупнейших международных соревнованиях, и в 2002 году на чемпионате мира между вооружённых сил занял первое место в полутяжёлой весовой категории. В итоге в 2004 году он отправился на Олимпийские игры в Афинах и снова сумел дойти в полутяжёлом весе до 1/16 финала: в стартовом поединке одолел бразильца Вашингтона Силву, но во втором бою со счётом 31:16 был побеждён греком Элиасом Павлидисом.

### Профессиональная карьера
Покинув азербайджанскую национальную сборную, в 2004 году Али Исмаилов решил попробовать себя среди профессионалов и, подписав контракт с промоутером Александром Ягуповым, успешно дебютировал на профессиональном уровне. В это время он постоянно проживал в Санкт-Петербурге и выступал преимущественно на территории России. В феврале 2006 года встретился с непобеждённым россиянином Вадимом Токаревым и проиграл ему, отказавшись выходить на ринг после восьмого раунда.
Несмотря на поражение, Исмаилов продолжил выступать на боксёрских шоу и в течение двух последующих лет сделал серию из двенадцати побед подряд, в том числе завоевал и дважды защитил титул латинского чемпиона по версии Всемирной боксёрской организации (WBO). Поднявшись в рейтинге до одиннадцатого места, удостоился права оспорить титул чемпиона мира WBO в первой тяжёлой весовой категории, который на тот момент принадлежал аргентинцу Виктору Эмилио Рамиресу. Поединок между ними, состоявшийся в мае 2009 года в Аргентине, продлился все отведённые 12 раундов, и судьи раздельным решением отдали победу Рамиресу (112:116, 115:113, 113:115).
В том же году провёл ещё один титульный бой, на сей раз его соперником стал российский боксёр Денис Лебедев, а на кону стоял титул интерконтинентального чемпиона WBO — в итоге Исмаилов получил серьёзное рассечение, и после шестого раунда врач запретил ему продолжать сражение.
В 2010 году одержал ещё две победы в России, после чего ездил по Европе в качестве джорнимена, встречаясь с перспективными, набирающими ход проспектами. Так, в Германии его соперником стал будущий чемпион мира с Кубы Йоан Пабло Эрнандес, которому он проиграл нокаутом в первом же раунде. В марте 2011 года в Польше боролся за титул интерконтинентального чемпиона по версии Международной боксёрской организации (IBO) с непобеждённым поляком Матеушем Мастернаком и потерпел поражение техническим нокаутом. Позже боксировал с представителями Украины Дмитрием Кучером и Исмаилом Силлахом, но так же не смог им ничего противопоставить.
Потерпев пять поражений подряд, принял решение завершить карьеру профессионального спортсмена. В общей сложности провёл в профессиональном боксе 27 боёв, из них 18 выиграл (в том числе 13 досрочно), 8 проиграл, в одном случае была зафиксирована ничья.

### Возвращение
В июле 2022 года вернулся на ринг в Баку после 11-летней паузы и провёл победный бой против малоизвестного соперника с отрицательным рекордом победив техническим нокаутом в 3 раунде.

#### Бои после возвращения
23 февраля 2023 года в Баку провёл еще один бой против турецкого боксера с отрицательным рекордом победив по очкам (35-40, 35-40, 35-40).
7 апреля 2023 года в УСК «Крылья Советов» (Москва) проиграл нокаутом в третьем раунде десятираундового боя россиянину Юрию Кашинскому (20-3)
1 июля 2023 года в Бернау (Германия) проиграл нокаутом в 4-м раунде бывшему претенденту на титул чемпиона мира Энрико Кёллингу (28-5)
29 октября 2023 года в Стамбуле (Турция) был нокаутирован в 1 раунде соотечественником Тариэлом Джафаровым (23-6)
3 февраля 2024 года в Стамбуле вновь уступил малоизвестному начинающему турецкому боксеру 23-летнему Гуркану Карадагу (6-0). В ходе первого раунда боксеры оказывались на полу в нокдауне (Карадаг два раза, Исмаилов — один), по итогу Али не вышел на второй раунд. RTD1.
18 февраля 2024 года в Стамубле отказом после первого раунда проиграл 42-летнему турецкому бойцу Метину Турунчу (8-1, 8 КО).
24 февраля 2024 года в Москве проиграл нокаутом чеченскому проспекту Апти Давтаеву (22-1-1) нокаутом в первом раунде.
27 апреля 2024 года в Фетхие (Турция) отказом после 2-го раунда проиграл небитому Билялу Кары (4-0)
10 июня в Москве в Москве состоялся вечер Dustum Boxing, где в андеркарде Исмаилов неожиданно победил техническим нокаутом во втором раунде небитого (5-0, 5 КО) Расула Магомедовова и завоевал титул чемпиона стран Содружества в первом тяжелом весе.